# Xã Williams Creek, Quận Jones, Nam Dakota
Xã Williams Creek (tiếng Anh: Williams Creek Township) là một xã thuộc quận Jones, tiểu bang Nam Dakota, Hoa Kỳ. Năm 2010, dân số của xã này là 43 người.